# Feuerwehr in Portugal

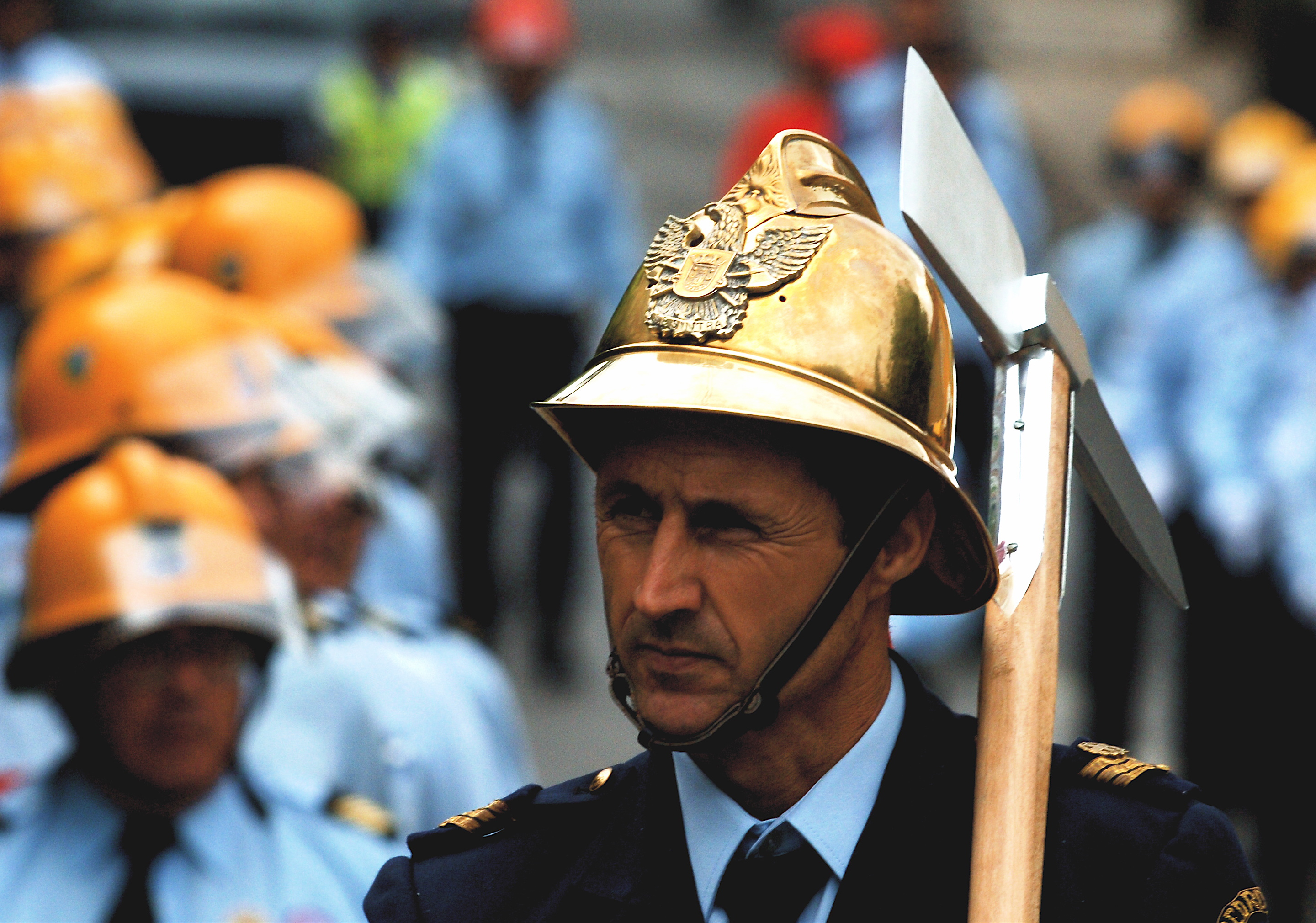
Portugiesischer Feuerwehrmann in historischer Uniform

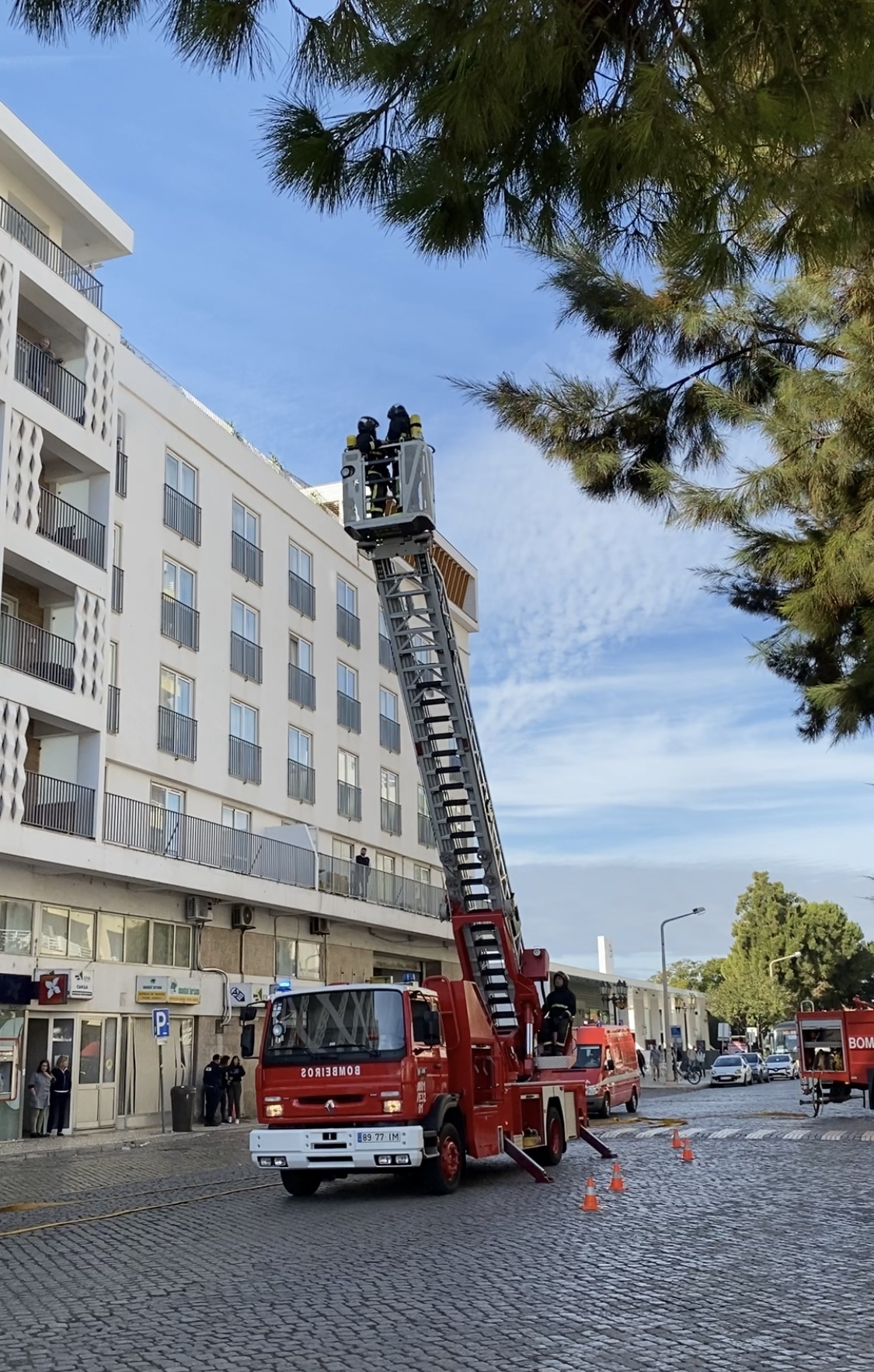
Feuerwehreinsatz in Faro

Die Feuerwehr in Portugal besteht aus 4.100 Berufsfeuerwehrleuten und 45.000 freiwilligen Feuerwehrleuten.
In Portugal genießt die Feuerwehr hohes öffentliches Ansehen und erfreut sich großer gesellschaftlicher Solidarität, mit regelmäßigen Spendenaktionen und Spendensammlungen auf Straßen und Plätzen, insbesondere in den Sommermonaten, in denen das Land häufig von teils verheerenden Waldbränden heimgesucht wird und diese in den Medien dann sehr präsent sind. Die Gemeinschaft der Feuerwehren, organisiert in einer Vielzahl Freundeskreise und Fördervereine, engagiert sich auch ihrerseits gesellschaftlich in gemeinnützigen Projekten, insbesondere über die jeweilige Associação Humanitária (dt. „Humanitärer Verein“, gemeint ist der zivilgesellschaftliche Verein in Abgrenzung zur feuerbekämpfenden Feuerwehreinheit), der Förderverein der einzelnen lokalen Feuerwehr. Sie sind kommunal, regional und landesweit, aber auch international aktiv, zuletzt etwa die umfangreichen Material- und Fahrzeuglieferungen zur Brandbekämpfung und Notfallrettung an die Ukraine nach dem Russischen Überfall 2022.

## Allgemeines
In Portugal bestehen 473 Feuerwachen und Feuerwehrhäuser, in denen 1800 Löschfahrzeuge und Drehleitern bzw. Teleskopmasten für Feuerwehreinsätze bereitstehen. Insgesamt sind 49.100 Personen, davon 4.100 Berufsfeuerwehrleute und 45.000 freiwillige Feuerwehrleute, im Feuerwehrwesen tätig.

## Waldbrandbekämpfung
Auf der portugiesischen Insel Madeira tobte im August 2016 drei Tage lang ein verheerender Waldbrand. Das Feuer, das auch die Altstadt der Inselhauptstadt Funchal im Süden der Atlantikinsel bedroht hatte, brachte die Feuerwehr unter Kontrolle. Insgesamt wurden rund 200 Häuser, ein Einkaufszentrum, ein Hotel und auch Fabrikanlagen von den wütenden Flammen zerstört. Der Sachschaden wurde auf 55 Millionen Euro geschätzt. In einem Außenbezirk der Hauptstadt kamen drei Anwohner ums Leben. Es gab Dutzende Verletzte.
Im Juni 2017 gelang es der Feuerwehr in Portugal nach tagelangem Kampf gegen den verheerenden Waldbrand im Landeszentrum Portugals, das Flammenmeer unter Kontrolle zu bekommen. Das Feuer, das in der Region Leiria ausgebrochen war, war eine der schlimmsten Brandkatastrophen in der Geschichte des Landes. Die Bilanz: 64 Tote, 157 Verletzte und rund 300 Quadratkilometer Wald- und Buschlandschaft, die zu Asche wurden. Tausende Feuerwehrmänner, Soldaten, Freiwillige und eine Flotte von elf Löschflugzeugen aus Spanien, Frankreich und Italien bekämpften die Flammen. Eines der Flugzeuge stürzte bei Löscharbeiten in der Nähe des Ortes Pedrógão Grande ab.
Anlässlich der verheerenden Waldbrände 2017 wurde auch international über die wachsende Waldbrandgefahr in Portugal in Folge des Klimawandels, aber auch einer zu wirtschaftsorientierten Forstwirtschaft berichtet. Auch Jahre später war der Waldbrand noch Gegenstand der Berichterstattung.

## Feuerwehrverbände und Organisation

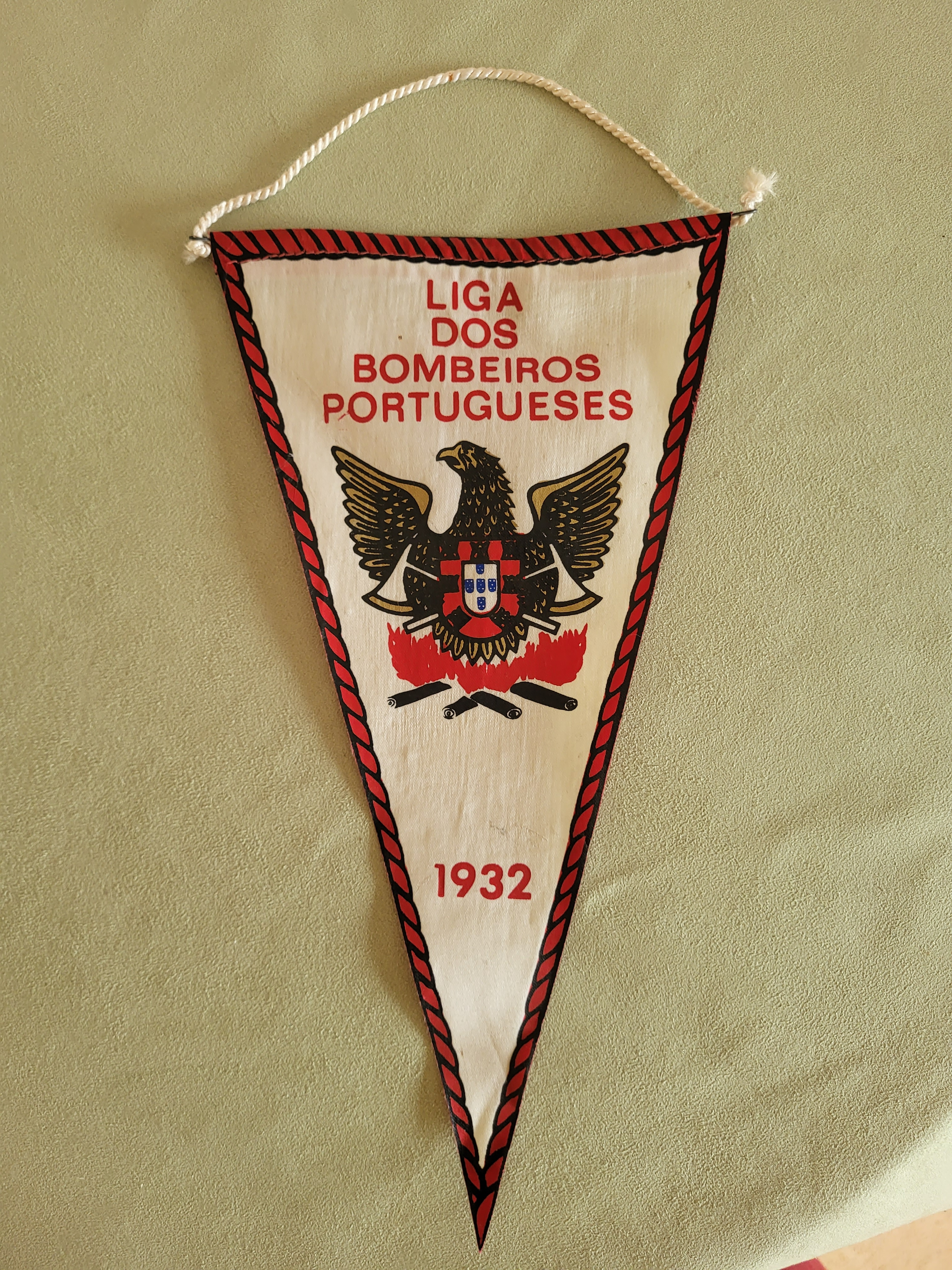
Wimpel des portugiesischen Feuerwehrverbandes, Juli 1985

Der im Jahr 1932 gegründete Portugiesische Feuerwehrverband Liga Dos Bombeiros Portugueses repräsentiert die portugiesischen Feuerwehren mit ihren nahezu 50.000 Feuerwehrangehörigen im Weltfeuerwehrverband CTIF (Comité technique international de prévention et d’extinction du feu). Darüber hinaus bestehen Verbindungen insbesondere zu europäischen Feuerwehrverbänden, wie dem Deutschen Feuerwehrverband.
Im Jahr 1991 gründete sich mit der Associação Nacional de Bombeiros Profissionais der Verband der portugiesischen Berufsfeuerwehrleute.
Beide sind wesentliche Mitglieder des neungliedrigen Conselho Nacional de Bombeiros, dem Portugiesischen Feuerwehrrat. Dies ist das Fachgremium innerhalb der öffentlichen Zivilschutz-Behörde Proteção Civil (offiziell Autoridade Nacional de Emergência e Proteção Civil, ANEPC) und berät die Regierung und Behörden zu allen Fragen der Feuerbekämpfung. Die sieben weiteren Mitglieder sind die portugiesische Notfallrettung INEM, die portugiesische Wasserrettung ISN (Instituto de Socorros a Náufragos), die portugiesische Feuerwehrschule (Escola Nacional de Bombeiros) und zuständige Fachvertreter der portugiesischen Gemeinden und Kreise.

## Geschichte
Die erste offizielle Regelung einer Feuerwehr stammt aus dem Erlass von König D. João I. vom 23. August 1395. Darin wurden Schreiner und Zimmerleute in Lissabon verpflichtet, im Fall eines Feuerausbruchs mit ihren Äxten den Brand zu bekämpfen, während die Frauen den Wasservorrat in ihrem Haus zum Feuer tragen sollten, um dort zu löschen.

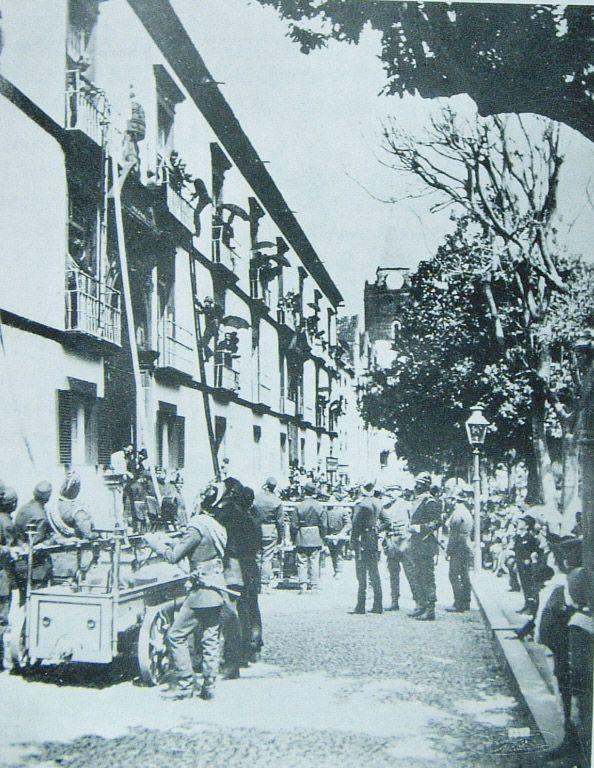
Einweihung und Vorführung der Berufsfeuerwehr von Funchal (Insel Madeira) am 7. April 1889.

In Porto entschied die Stadtverwaltung im Jahr 1513, eine Gruppe Bürger zu erwählen, um abends in den Haushalten der Stadt zu überprüfen, ob die häuslichen Feuerstellen nach dem abendlichen Glockengeläut ordnungsgemäß gelöscht waren. 1612 beschloss die Stadt Porto zudem, Zimmerleute und ausgesuchte weitere Personen mit Äxten und Löschgefäßen auszustatten, damit sie im Feuerfall schnell zur Feuerbekämpfung eilen konnten.
1646 beschloss der Rat der Stadt Lissabon, angeregt durch ein erstes Vorbild in Paris, die städtische Anschaffung von Material und Ausstattung und die erste Einrichtung fester Räumlichkeiten und Entlohnungen. 1678 wurden die ersten drei festen Feuerquartiere eingerichtet und mit allem nötigen Material ausgestattet, inklusive ersten besonders hohen Faltleitern. 1681 wurden aus den Niederlanden zwei Feuerspritzen und eine große Anzahl Kupfereimer bestellt, von denen je 50 in jedem Stadtviertel ausgegeben wurden. Maurer, Zimmerer und andere Handwerksleute wurden in Listen vermerkt und wurden mit Gefängnisstrafen bedroht für jeden Feuerausbruch, zu dem sie nicht erschienen.
1714 waren drei zentrale Feuermagazine in Lissabon verteilt eingerichtet, in denen je zwei Feuerspritzen, vier Feuerleitern und ein Dutzend Wassereimer mit dazugehörigen Seilen für den Brandfall gelagert wurden. In Porto wurde 1722 die erste feste Feuerwehr eingerichtet. Für diese Companhia do Fogo (Feuereinheit) oder auch Companhia da Bomba (Pumpeneinheit) waren 100 „praxisnahe Männer“ benannt worden, die „Pumpen und Äxte“ bedienen können sollten.
Die erste professionelle, damals neuartige Wasserspritze oder auch Wasserpumpe (portugiesisch Bomba) wurde 1734 in Lissabon angeschafft, vier weitere wurden noch im gleichen Jahr aus England eingeführt. Aus dem Jahr stammt auch die erste Aufzeichnung der Berufsbezeichnung Bombeiro (portugiesisch für „Pumpenmann“), bis heute die Bezeichnung für Feuerwehrmann in allen portugiesischsprachigen Ländern.
Am 17. Juli 1834 gründete die Stadtverwaltung Lissabon die erste dauerhafte Berufsfeuerwehr in Portugal. 1868 wurden neuartige Leitern und dampfbetriebene Wasserpumpen auf Rädern eingeführt und Hausbesitzer zur Einrichtung von Wasserzugängen verpflichtet. Im gleichen Jahr erfolgte die Gründung des Vereins Companhia de Voluntários Bombeiros de Lisboa („Compagnie der freiwilligen Feuerwehrmänner von Lissabon“), der 1880 zur Associação de Bombeiros Voluntários wurde, der landesweite Verband der freiwilligen Feuerwehrmänner.